# Râul Cârjoani
Râul Cărjoani este un curs de apă, afluent al râului Tutova. 